# Genesis Rock

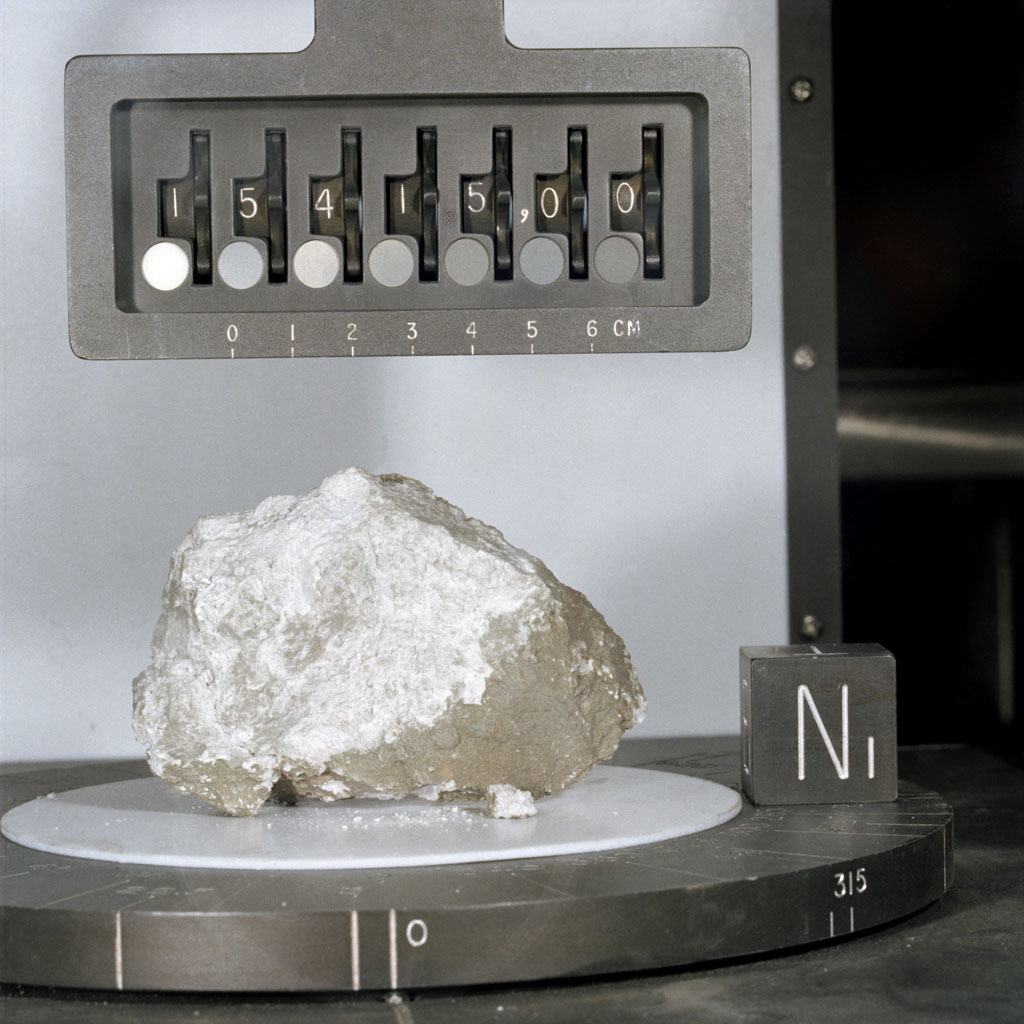
La Genesis Rock est conservée au Lunar Sample Laboratory Facility.

Genesis Rock (littéralement : « Pierre de la Génèse ») est le surnom donné à une roche lunaire formée il y a environ 4 milliards d'années, soit au début de la formation du Système solaire. Ramenée sur Terre en 1971, elle a été ramassée par les astronautes James Irwin et David Scott de la mission Apollo 15 sur les bords du cratère Spur. 

## Caractéristiques
L’analyse chimique de cette roche de 269,4 grammes révèle que c’est une anorthosite, composée principalement de feldspath plagioclase (98 %) et d’anorthite, avec une faible quantité de pyroxène et des traces d’ilménite et de silice. Cette particularité en fait un échantillon lunaire unique. 
Le sondage de la roche avec la méthode de datation Ar indique un âge d’environ 4 milliards d'années, soit au début de la formation du Système solaire. Cet échantillon, référencé sous le nombre 15415, a été surnommé « Genesis Rock » et ce surnom a été conservé par la suite, bien que ce ne soit probablement pas la plus ancienne roche lunaire,.